# Santa Cruz Challenger 2022
Il Santa Cruz Challenger 2022 è stato un torneo maschile di tennis professionistico. È stata la 1ª edizione del torneo, facente parte della categoria Challenger 80 nell'ambito dell'ATP Challenger Tour 2022, con un montepremi di 53 120 $. Si è giocato dal 24 al 30 gennaio 2022 sui campi in terra rossa di Santa Cruz de la Sierra, in Bolivia. La seconda edizione si è svolta dal 21 al 27 marzo dello stesso anno.
È uno dei tornei del circuito Dove Men + Care Legión Sudamericana, organizzato dall'ex tennista Horacio de la Peña con la collaborazione delle federazioni tennistiche di alcuni paesi sudamericani per garantire un maggior numero di tornei ai propri giocatori e fornire loro maggiori opportunità di mettersi in luce.

## Partecipanti

### Teste di serie
| Nazionalità | Giocatore               | Ranking* | Testa di serie |
| ----------- | ----------------------- | -------- | -------------- |
| Bolivia     | Hugo Dellien            | 114      | 1              |
| Slovacchia  | Andrej Martin           | 116      | 2              |
| Argentina   | Francisco Cerúndolo     | 127      | 3              |
| Argentina   | Tomás Martín Etcheverry | 131      | 4              |
| Rep. Ceca   | Zdeněk Kolář            | 143      | 5              |
| Spagna      | Fernando Verdasco       | 170      | 6              |
| Argentina   | Facundo Mena            | 209      | 7              |
| Argentina   | Camilo Ugo Carabelli    | 215      | 8              |

* Ranking al 17 gennaio 2022.

### Altri partecipanti
I seguenti giocatori hanno ricevuto una wild card per il tabellone principale:
- Boris Arias
- Murkel Dellien
- Federico Zeballos

Il seguente giocatore è entrato in tabellone come alternate:
- Nicolás Álvarez

I seguenti giocatori sono passati dalle qualificazioni:
- Pedro Cachín
- Matías Franco Descotte
- Diego Hidalgo
- Juan Carlos Prado Angelo
- Cristian Rodríguez
- Gonzalo Villanueva

Il seguente giocatore è entrato in tabellone come lucky loser:
- Michel Vernier

## Campioni

### Singolare
Francisco Cerúndolo ha sconfitto in finale  Camilo Ugo Carabelli con il punteggio di 6–4, 6–3.

### Doppio
Diego Hidalgo /  Cristian Rodríguez hanno sconfitto in finale  Andrej Martin /  Tristan-Samuel Weissborn con il punteggio di 4–6, 6–3, [10–8].